# A Térség epizódjainak listája
Ez a cikk A Térség című sorozat epizódjait tartalmazza.

## Évados áttekintés
| Évad | Évad | Epizódok | Eredeti sugárzás   | Eredeti sugárzás   | Eredeti adó        | Magyar sugárzás   | Magyar sugárzás | Magyar adó |
| Évad | Évad | Epizódok | Évadpremier        | Évadfinálé         | Eredeti adó        | Évadpremier       | Évadfinálé      | Magyar adó |
| ---- | ---- | -------- | ------------------ | ------------------ | ------------------ | ----------------- | --------------- | ---------- |
|      | 1    | 10       | 2015. december 14. | 2016. február 2.   |                    | 2021. május 8.    | 2021. május 8.  |            |
|      | 2    | 13       | 2017. február 1.   | 2017. április 19.  | 2021. május 8.     | 2021. május 8.    |                 |            |
|      | 3    | 13       | 2018. április 11.  | 2018. június 27.   | 2021. április 15.  | 2021. április 15. |                 |            |
|      | 4    | 10       | 2019. december 12. | 2019. december 12. |                    | 2021. május 16.   | 2021. május 16. |            |
|      | 5    | 10       | 2020. december 15. | 2021. február 2.   | 2021. május 17.    | 2021. május 17.   |                 |            |
|      | 6    | 6        | 2021. december 10. | 2022. január 14.   | 2021. december 10. | 2022. január 14.  |                 |            |

## 1. évad (2015-2016)
| Sor. | Év. | Cím                                        | Rendező         | Író                                     | Premier                           | Nézettség   |
| ---- | --- | ------------------------------------------ | --------------- | --------------------------------------- | --------------------------------- | ----------- |
| 1.   | 1.  | Dulcinea (Dulcinea)                        | Terry McDonough | Mark Fergus és Hawk Ostby               | 2015. december 14. 2021. május 8. | 1,19 millió |
| 2.   | 2.  | A nagy üresség (The Big Empty)             | Terry McDonough | Mark Fergus és Hawk Ostby               | 2015. december 15. 2021. május 8. | 0,85 millió |
| 3.   | 3.  | Nem felejtünk, Cant! (Remember the Cant)   | Jeff Woolnough  | Robin Veith                             | 2015. december 22. 2021. május 8. | 0,68 millió |
| 4.   | 4.  | Közelharc (CQB)                            | Jeff Woolnough  | Naren Shankar                           | 2015. december 29. 2021. május 8. | 0,63 millió |
| 5.   | 5.  | Vissza a mészároshoz (Back to the Butcher) | Rob Lieberman   | Dan Nowak                               | 2016. január 5. 2021. május 8.    | 0,63 millió |
| 6.   | 6.  | A mélypont (Rock Bottom)                   | Rob Lieberman   | Jason Ning                              | 2016. január 12. 2021. május 8.   | 0,71 millió |
| 7.   | 7.  | Szélmalom (Windmills)                      | Bill Johnson    | Daniel Abraham és Ty Franck             | 2016. január 19. 2021. május 8.   | 0,50 millió |
| 8.   | 8.  | Mentőakció (Salvage)                       | Bill Johnson    | Robin Veith                             | 2016. január 26. 2021. május 8.   | 0,72 millió |
| 9.   | 9.  | Kritikus tömeg (Critical Mass)             | Terry McDonough | Robin Veith, Dan Nowak és Naren Shankar | 2016. február 2. 2021. május 8.   | 0,56 millió |
| 10.  | 10. | Leviatán ébredése (Leviathan Wakes)        | Terry McDonough | Mark Fergus és Hawk Ostby               | 2016. február 2. 2021. május 8.   | 0,56 millió |

## 2. évad (2017)
| Sor. | Év. | Cím                                               | Rendező          | Író                                        | Premier                          | Nézettség   |
| ---- | --- | ------------------------------------------------- | ---------------- | ------------------------------------------ | -------------------------------- | ----------- |
| 11.  | 1.  | A széf (Safe)                                     | Breck Eisner     | Mark Fergus és Hawk Ostby                  | 2017. február 1. 2021. május 8.  | 0,70 millió |
| 12.  | 2.  | Ajtók és Sarkok (Doors & Corners)                 | Breck Eisner     | Daniel Abraham és Ty Franck                | 2017. február 1. 2021. május 8.  | 0,70 millió |
| 13.  | 3.  | A zaj (Static)                                    | Jeff Woolnough   | Robin Veith                                | 2017. február 8. 2021. május 8.  | 0,59 millió |
| 14.  | 4.  | Jó utat! (Godspeed)                               | Jeff Woolnough   | Dan Nowak                                  | 2017. február 15. 2021. május 8. | 0,53 millió |
| 15.  | 5.  | Otthon (Home)                                     | David Grossman   | Mark Fergus és Hawk Ostby                  | 2017. február 22. 2021. május 8. | 0,60 millió |
| 16.  | 6.  | Paradigmaváltás (Paradigm Shift)                  | David Grossman   | Naren Shankar                              | 2017. március 1. 2021. május 8.  | 0,63 millió |
| 17.  | 7.  | A hetedik ember (The Seventh Man)                 | Kenneth Fink     | Georgia Lee                                | 2017. március 8. 2021. május 8.  | 0,45 millió |
| 18.  | 8.  | Halotti máglya (Pyre)                             | Kenneth Fink     | Robin Veith                                | 2017. március 15. 2021. május 8. | 0,46 millió |
| 19.  | 9.  | A könnyező alvajáró (The Weeping Somnambulist)    | Mikael Salomon   | Hallie Lambert                             | 2017. március 22. 2021. május 8. | 0,47 millió |
| 20.  | 10. | Láncreakció (Cascade)                             | Mikael Salomon   | Dan Nowak                                  | 2017. március 29. 2021. május 8. | 0,57 millió |
| 21.  | 11. | Vár minket az ismeretlen (Here There Be Dragons)  | Rob Lieberman    | Georgia Lee                                | 2017. április 5. 2021. május 8.  | 0,50 millió |
| 22.  | 12. | A szörny és a rakéta (The Monster and the Rocket) | Rob Lieberman    | Mark Fergus és Hawk Ostby                  | 2017. április 12. 2021. május 8. | 0,52 millió |
| 23.  | 13. | Caliban háborúja (Caliban's War)                  | Thor Freudenthal | Daniel Abraham, Ty Franck és Naren Shankar | 2017. április 19. 2021. május 8. | 0,58 millió |

## 3. évad (2018)
| Sor. | Év. | Cím                                        | Rendező            | Író                                        | Premier                             | Nézettség   |
| ---- | --- | ------------------------------------------ | ------------------ | ------------------------------------------ | ----------------------------------- | ----------- |
| 24.  | 1.  | Harcolni vagy repülni (Fight or Flight)    | Breck Eisner       | Mark Fergus és Hawk Ostby                  | 2018. április 11. 2021. április 15. | 0,65 millió |
| 25.  | 2.  | IFF (IFF)                                  | Breck Eisner       | Daniel Abraham és Ty Franck                | 2018. április 18. 2021. április 15. | 0,50 millió |
| 26.  | 3.  | Biztos megsemmisülés (Assured Destruction) | Thor Freudenthal   | Dan Nowak                                  | 2018. április 25. 2021. április 15. | 0,55 millió |
| 27.  | 4.  | Újratöltve (Reload)                        | Thor Freudenthal   | Robin Veith                                | 2018. május 2. 2021. április 15.    | 0,59 millió |
| 28.  | 5.  | Hármaspont (Triple Point)                  | Jeff Woolnough     | Georgia Lee                                | 2018. május 9. 2021. április 15.    | 0,56 millió |
| 29.  | 6.  | Feláldozás (Immolation)                    | Jeff Woolnough     | Alan DiFiore                               | 2018. május 16. 2021. április 15.   | 0,61 millió |
| 30.  | 7.  | Delta-5 (Delta-V)                          | Kenneth Fink       | Naren Shankar                              | 2018. május 23. 2021. április 15.   | 0,63 millió |
| 31.  | 8.  | Kapcsolatkereső (It Reaches Out)           | Kenneth Fink       | Mark Fergus és Hawk Ostby                  | 2018. május 30. 2021. április 15.   | 0,61 millió |
| 32.  | 9.  | Meg nem alkudni (Intransigence)            | David Grossman     | Hallie Lambert                             | 2018. június 6. 2021. április 15.   | 0,57 millió |
| 33.  | 10. | Pitypangos égbolt (Dandelion Sky)          | David Grossman     | Georgia Lee                                | 2018. június 13. 2021. április 15.  | 0,62 millió |
| 34.  | 11. | Bukott világ (Fallen World)                | Jennifer Phang     | Dan Nowak                                  | 2018. június 20. 2021. április 15.  | 0,67 millió |
| 35.  | 12. | Gyülekezet (Congregation)                  | Jennifer Phang     | Daniel Abraham és Ty Franck                | 2018. június 27. 2021. április 15.  | 0,73 millió |
| 36.  | 13. | Abaddon kapuja (Abaddon's Gate)            | Simon Cellan Jones | Daniel Abraham, Ty Franck és Naren Shankar | 2018. június 27. 2021. április 15.  | 0,61 millió |

## 4. évad (2019)
| Sor. | Év. | Cím                              | Rendező        | Író                                        | Premier                            |
| ---- | --- | -------------------------------- | -------------- | ------------------------------------------ | ---------------------------------- |
| 37.  | 1.  | Új Föld (New Terra)              | Breck Eisner   | Mark Fergus és Hawk Ostby                  | 2019. december 12. 2021. május 16. |
| 38.  | 2.  | Kidobott rakomány (Jetsam)       | Breck Eisner   | Laura Marks                                | 2019. december 12. 2021. május 16. |
| 39.  | 3.  | Szubdukció (Subduction)          | David Petrarca | Dan Nowak                                  | 2019. december 12. 2021. május 16. |
| 40.  | 4.  | Visszaesés (Retrograde)          | David Petrarca | Matthew Rasmussen                          | 2019. december 12. 2021. május 16. |
| 41.  | 5.  | Az önkényúr (Oppressor)          | Jeff Woolnough | Daniel Abraham és Ty Franck                | 2019. december 12. 2021. május 16. |
| 42.  | 6.  | Áthelyezés (Displacement)        | Jeff Woolnough | Hallie Lambert                             | 2019. december 12. 2021. május 16. |
| 43.  | 7.  | Vaktában (A Shot In The Dark)    | Sarah Harding  | Dan Nowak                                  | 2019. december 12. 2021. május 16. |
| 44.  | 8.  | A félszemű (The One-Eyed Man)    | Sarah Harding  | Dan Nowak                                  | 2019. december 12. 2021. május 16. |
| 45.  | 9.  | Embertöltő (Saeculum)            | Breck Eisner   | Daniel Abraham és Ty Franck                | 2019. december 12. 2021. május 16. |
| 46.  | 10. | Cibola meghódítása (Cibola Burn) | Breck Eisner   | Daniel Abraham, Ty Franck és Naren Shankar | 2019. december 12. 2021. május 16. |

## 5. évad (2020-2021)
| Sor. | Év. | Cím                               | Rendező        | Író                                        | Premier                            |
| ---- | --- | --------------------------------- | -------------- | ------------------------------------------ | ---------------------------------- |
| 47.  | 1.  | Kivonulás (Exodus)                | Breck Eisner   | Naren Shankar                              | 2020. december 15. 2021. május 17. |
| 48.  | 2.  | Köpülő (Churn)                    | Breck Eisner   | Daniel Abraham és Ty Franck                | 2020. december 15. 2021. május 17. |
| 49.  | 3.  | Anya (Mother)                     | Thomas Jane    | Dan Nowak                                  | 2020. december 15. 2021. május 17. |
| 50.  | 4.  | Gaugaméla (Gaugamela)             | Nick Gomez     | Dan Nowak                                  | 2020. december 22. 2021. május 17. |
| 51.  | 5.  | A lejtő alján (Down and Out)      | Jeff Woolnough | Matthew Rasmussen                          | 2020. december 29. 2021. május 17. |
| 52.  | 6.  | Törzsek (Tribes)                  | Jeff Woolnough | Hallie Lambert                             | 2021. január 5. 2021. május 17.    |
| 53.  | 7.  | Oyedeng (Oyedeng)                 | Marisol Adler  | Dan Nowak                                  | 2021. január 12. 2021. május 17.   |
| 54.  | 8.  | A vákuum hidege (Hard Vacuum)     | Marisol Adler  | Dan Nowak                                  | 2021. január 19. 2021. május 17.   |
| 55.  | 9.  | Winnipesaukee (Winnipesaukee)     | Breck Eisner   | Daniel Abraham, Ty Franck és Naren Shankar | 2021. január 26. 2021. május 17.   |
| 56.  | 10. | Játék a végzettel (Nemesis Games) | Breck Eisner   | Daniel Abraham, Ty Franck és Naren Shankar | 2021. február 2. 2021. május 17.   |

## 6. évad (2021-2022)
| Sor. | Év. | Cím                              | Rendező        | Író                                        | Premier            |
| ---- | --- | -------------------------------- | -------------- | ------------------------------------------ | ------------------ |
| 57.  | 1.  | Fura szerzetek (Strange Dogs)    | Breck Eisner   | Naren Shankar                              | 2021. december 10. |
| 58.  | 2.  | Azúr sárkány (Azure Dragon)      | Jeff Woolnough | Daniel Abraham és Ty Franck                | 2021. december 17. |
| 59.  | 3.  | Erőfitogtatás (Force Projection) | Jeff Woolnough | Dan Nowak                                  | 2021. december 24. |
| 60.  | 4.  | Ellentmondás (Redoubt)           | Anya Adams     | Dan Nowak                                  | 2021. december 31. |
| 61.  | 5.  | Az ügyünk (Why We Fight)         | Anya Adams     | Daniel Abraham és Ty Franck                | 2022. január 7.    |
| 62.  | 6.  | Babilon hamvai (Babylon's Ashes) | Breck Eisner   | Daniel Abraham, Ty Franck és Naren Shankar | 2022. január 14.   |